# Pericrocotus lansbergei
Pericrocotus lansbergei é uma espécie de ave da família Campephagidae.
É endémica da Indonésia.
Os seus habitats naturais são: florestas subtropicais ou tropicais húmidas de baixa altitude.